# Trematocara kufferathi
Trematocara kufferathi är en fiskart som beskrevs av Poll, 1948. Trematocara kufferathi ingår i släktet Trematocara och familjen Cichlidae. IUCN kategoriserar arten globalt som livskraftig. Inga underarter finns listade i Catalogue of Life.